# Pueblo Liebig
Pueblo Liebig es una localidad y municipio del distrito Segundo del departamento Colón, en la provincia de Entre Ríos, República Argentina. Se dispuso que se convierta en municipio a partir del 11 de diciembre de 2019. 
La población de la localidad, es decir sin considerar el área rural, era de 603 personas en 1991 y de 632 en 2001. La población de la jurisdicción de la junta de gobierno era de 722 habitantes en 2001.
La junta de gobierno fue creada y sus límites jurisdiccionales fijados por decreto 4610/1975 MGJE de 21 de octubre de 1975, modificados por decreto 1987/1989 MGJOSP de 10 de mayo de 1989.

## Historia
La ciudad surgió en 1903 alrededor de la compañía angloalemana Liebig Extract of Meat Co. Ltd. dedicada al enlatado de carne vacuna y productos derivados.

## Municipio
En el marco del decreto n.º 501/2018 del Ministerio de Gobierno de la provincia, el 29 de septiembre de 2018 la Dirección General de Estadística y Censos de Entre Ríos llevó a cabo el relevamiento de población para cumplir con la condición de transformación futura a municipio arrojando como resultado 2098 habitantes. Superó así el mínimo de 1500 habitantes requerido por ley para ser declarada municipio. 
El 13 de diciembre de 2018 fue sancionada la ley n.º 10661 que aprobó el censo y el ejido del futuro municipio, siendo promulgada el 26 de diciembre de 2018.
El municipio fue creado el 17 de enero de 2019 por decreto n.º 13/2019 MGJ del gobernador Gustavo Bordet, y se hizo efectivo el 11 de diciembre de 2019, luego de que sus autoridades fueron elegidas en las elecciones de 9 de junio de 2019.

Art. 1º.- Declárese Municipio a partir del 11 de diciembre de 2019, con todos los derechos y obligaciones de las disposiciones legales vigentes - Ley Nº 10.027- a la localidad de Pueblo Liebig, Departamento Colón, que en lo sucesivo se denominará, Municipio de Pueblo Liebig.-

Por iniciativa del Presidente Alberto Fernández, Pueblo Liebig fue designada como la localidad nacional de la carne envasada.